# Ludwig Aegidi

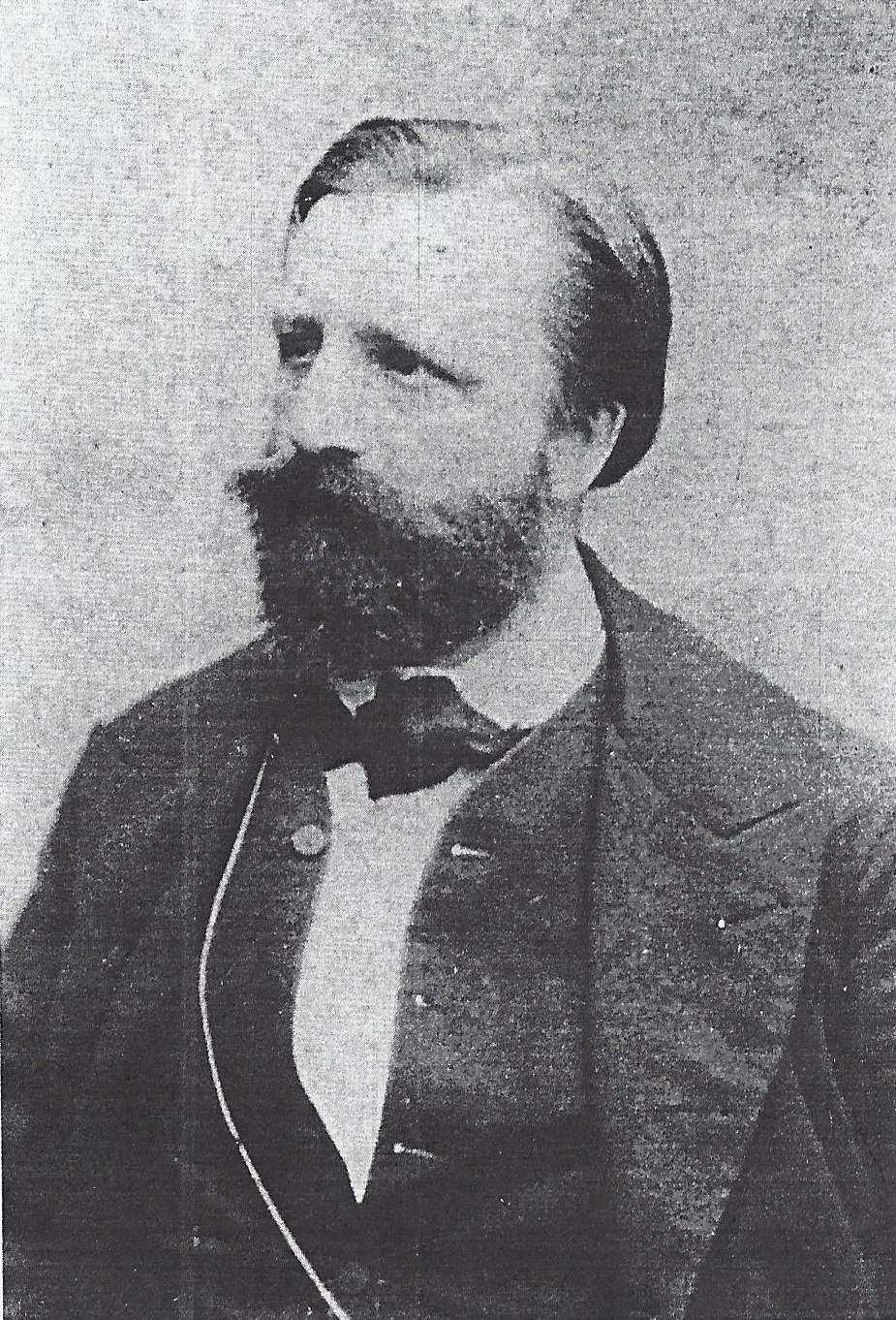
Ludwig Aegidi

Ludwig Karl James Aegidi, Pseudonym Ludwig Helfenstein, (* 10. April 1825 in Tilsit; † 20. November 1901 in Berlin) war ein deutscher Dichterjurist, Hochschullehrer und Politiker. Er war einer der führenden Burschenschafter.

## Leben
Als Sohn des Kreisphysikus und späteren Leibarztes des Prinzen Friedrich von Preußen, Karl Julius Aegidi (1794–1874), sowie einer englischen Mutter besuchte Aegidi Gymnasien in Düsseldorf und Königsberg i. Pr. Danach studierte er Rechtswissenschaft an der Albertus-Universität Königsberg, der Ruprecht-Karls-Universität Heidelberg und der Friedrich-Wilhelms-Universität zu Berlin, war ein engagierter Burschenschafter, gründete die nicht lange bestehenden Burschenschaften Hochhemia Königsberg (1842), Walhalla Heidelberg (1843/44) sowie Albingia Heidelberg (1844/45) und gehörte danach der Alten Burschenschaft Germania Berlin an. Später wurde er Ehrenmitglied der Burschenschaft Hannovera Göttingen (1852) und der Burschenschaft der Bubenreuther (1858). 1848 war er Führer der Berliner studentischen Jugend, deren schwarz-rot-goldene Fahne er bei dem Umzug von König Friedrich Wilhelm IV. durch Berlin am 21. März 1848 voran trug. Auf dem zweiten Wartburgfest zu Pfingsten 1848 gehörte er zu den so genannten „Rechten“.
Mit Georg Gottfried Gervinus arbeitete er bei der Deutschen Zeitung. Im selben Jahr trat er in den preußischen Staatsdienst ein, den er jedoch wenig später wieder verließ. Er war Sekretär von Alfred von Auerswald, Rudolf von Auerswald und August Hermann von Dönhoff. 1851 promovierte Aegidi zum Dr. iur. 1853 habilitierte er sich an der Georg-August-Universität Göttingen. Als Privatdozent las er Staats- und Völkerrecht, bis ihm 1857 aus politischen Gründen die Venia legendi im Königreich Hannover entzogen wurde. Danach ging er als a.o. Professor der Rechte an die Friedrich-Alexander-Universität Erlangen, an der er zwei Jahre blieb. Seit 1859 wieder im Dienst der preußischen Regierung, trat er mit antiösterreichischen Denkschriften hervor und warb für den Deutschen Nationalverein. Von 1859 bis 1868 war er Professor der Geschichte am Akademischen Gymnasium (Hamburg).
Von 1868 bis 1871 war er Professor an der Rheinischen Friedrich-Wilhelms-Universität Bonn. Am Deutsch-Französischen Krieg nahm Aegidi im Sanitätsdienst teil.
Von 1867 bis 1868 saß er für die Freikonservative Partei im Reichstag des Norddeutschen Bundes. Am 30. September 1868 erlosch sein Mandat wegen einer Beförderung. Am 26. Juni 1869 wurde er im Wahlkreis Düsseldorf 7 (Moers–Rees) erneut in den Reichstag gewählt, dem er bis 1870 angehörte. Zunächst 1867 und dann von 1873 bis 1893 war er Abgeordneter im Preußischen Abgeordnetenhaus. Geholt von Otto von Bismarck, war er von 1871 bis 1877 Vortragender Rat und Pressesprecher im Auswärtigen Amt.
Ab 1877 lehrte Aegidi in Berlin als Honorarprofessor Staatsrecht, Völkerrecht und Kirchenrecht an der Friedrich-Wilhelms-Universität.

## Schriften (Auswahl)
- 1861 bis 1871 gab Aegidi mit Alfred Klauhold Das Staatsarchiv heraus, eine Sammlung zeitgeschichtlicher Akten. Übersicht der Bände bei Google:
- mit Alfred Klauhold: Die Krisis des Zollvereins urkundlich dargestellt. Beilage zu dem Staatsarchiv. Meissner, Hamburg 1862.
- mit Alfred Klauhold: Frei Schiff unter Feindes Flagge – urkundliche Darstellung der Bestrebungen zur Fortbildung des Seerechts 1866.
- Zur Reform des Seekriegsrechts. Aus dem amtlichen stenographischen Bericht der Reichstags-Verhandlung vom 18. April 1868, Berlin 1868.
- Die Mainlinie. Ein Beitrag zur Interpretation des Prager Friedens. Marcus, Bonn 1869.
- Zur Fragestellung über Staat und Kirche. Eine Stimme aus dem Jahre 1858. Allg. dt. Verl. Anst., Berlin 1876
- Der Rothbart, Trauerspiel in 5 Aufz. von Ludwig Helfenstein [d. i. Ludwig Karl Aegidi]. Bonn 1871.
- Allerseelen, Vorspiel von Ludwig Helfenstein [d. i. Ludwig Karl Aegidi]. Perthes, Gotha 1884.